# Theridion swarczewskii
Theridion swarczewskii är en spindelart som beskrevs av Wierzbicki 1902. Theridion swarczewskii ingår i släktet Theridion och familjen klotspindlar.
Artens utbredningsområde är Azerbajdzjan. Inga underarter finns listade i Catalogue of Life.